# Baldwin (Maine)
Baldwin ist eine Town im Cumberland County des Bundesstaates Maine in den Vereinigten Staaten. Baldwin liegt am Südwestufer des Sebago Lakes, im südwestlichen Teil des Cumberland Countys. Im Jahr 2020 lebten dort 1520 Einwohner in 719 Haushalten auf einer Fläche von 94,1 km².

## Geografie
Nach den Angaben des United States Census Bureaus hat Baldwin eine Fläche von 94,1 km², wovon 91,5 km² aus Land und 2,6 km² aus Gewässern bestehen.

### Geografische Lage
Baldwin liegt am Südwestufer des Sebago Lake. Im Westen grenzt das Oxford County mit der Town Hiram an und im Süden das York County mit Cornish und Limington. Der Saco River fließt in südliche Richtung und bildet die westliche und südliche Begrenzung des Gebietes der Town und des Countys. Die Oberfläche des Gebietes ist hügelig, mit mehreren Erhebungen, die in einer Hügelkette zum Sebago Lake auslaufen. Die höchste Erhebung ist der 416 m hohe Douglas Mountain im Osten von Baldwin. Es gibt auf dem Gebiet der Town Baldwin mehrere kleine Seen.

### Nachbargemeinden
Alle Entfernungen sind als Luftlinien zwischen den offiziellen Koordinaten der Orte aus der Volkszählung 2010 angegeben.
- Norden: Sebago, 10,3 km
- Südosten: Standish, 18,2 km
- Süden: Limington, 5,8 km
- Südwesten: Cornish, 7,7 km
- Westen: Hiram, 9,7 km

### Stadtgliederung
Auf dem Gebiet der Town Baldwin gibt es mehrere Siedlungsgebiete: Baldwin, Chase (Chase Siding), Cornish Station, East Baldwin (Baldwin Corner), Mattocks (ehemalige Eisenbahnstation), North Baldwin und West Baldwin.

### Klima
Die mittlere Durchschnittstemperatur in Baldwin liegt zwischen −9,4 °C (15° Fahrenheit) im Januar und 20,0 °C (68° Fahrenheit) im Juli. Damit ist der Ort gegenüber dem langjährigen Mittel der USA um etwa 9 Grad kühler. Die Schneefälle zwischen Oktober und Mai liegen mit bis zu zweieinhalb Metern mehr als doppelt so hoch wie die mittlere Schneehöhe in den USA; die tägliche Sonnenscheindauer liegt am unteren Rand des Wertespektrums der USA.

## Geschichte
Das Gebiet, genannt Flintstown Plantation, wurde im Jahr 1774 als Grant an die Überlebenden der Kompanie von Captain John Flint aus Concord, Massachusetts gegeben. Die Town wurde am 23. Juni 1802 gegründet und nach Loammi Baldwin, einem frühen Siedler, nach dem auch der Baldwin Apfel benannt ist, benannt.
Die Bodenverhältnisse sind in Baldwin sehr unterschiedlich, es gibt Bereiche mit gutem Ackerboden, für Korn und Heu. Jedoch ist Baldwin bekannt für seine Obstgärten und es gibt eine Fabrik in East Baldwin zum Trocknen von Äpfeln. Außerdem gab es eine Getreidefabrik. Die Wasserkraft der Bäche wurde für den Betrieb von Mühlen genutzt. In Zeiten der Dürre konnte die Saco Water Power Company bei Great Falls am Saco River das Wasser für den Betrieb der Mühlen in Saco und Biddeford regulieren.

### Einwohnerentwicklung
| Volkszählungsergebnisse – Town of Baldwin, Maine | Volkszählungsergebnisse – Town of Baldwin, Maine | Volkszählungsergebnisse – Town of Baldwin, Maine | Volkszählungsergebnisse – Town of Baldwin, Maine | Volkszählungsergebnisse – Town of Baldwin, Maine | Volkszählungsergebnisse – Town of Baldwin, Maine | Volkszählungsergebnisse – Town of Baldwin, Maine | Volkszählungsergebnisse – Town of Baldwin, Maine | Volkszählungsergebnisse – Town of Baldwin, Maine | Volkszählungsergebnisse – Town of Baldwin, Maine | Volkszählungsergebnisse – Town of Baldwin, Maine |
| Jahr                                             | 1700                                             | 1710                                             | 1720                                             | 1730                                             | 1740                                             | 1750                                             | 1760                                             | 1770                                             | 1780                                             | 1790                                             |
| ------------------------------------------------ | ------------------------------------------------ | ------------------------------------------------ | ------------------------------------------------ | ------------------------------------------------ | ------------------------------------------------ | ------------------------------------------------ | ------------------------------------------------ | ------------------------------------------------ | ------------------------------------------------ | ------------------------------------------------ |
| Einwohner                                        |                                                  |                                                  |                                                  |                                                  |                                                  |                                                  |                                                  |                                                  |                                                  | 190                                              |
| Jahr                                             | 1800                                             | 1810                                             | 1820                                             | 1830                                             | 1840                                             | 1850                                             | 1860                                             | 1870                                             | 1880                                             | 1890                                             |
| Einwohner                                        | 370                                              | 546                                              | 1120                                             | 947                                              | 1134                                             | 1100                                             | 1227                                             | 1101                                             | 1123                                             | 932                                              |
| Jahr                                             | 1900                                             | 1910                                             | 1920                                             | 1930                                             | 1940                                             | 1950                                             | 1960                                             | 1970                                             | 1980                                             | 1990                                             |
| Einwohner                                        | 821                                              | 791                                              | 700                                              | 694                                              | 721                                              | 725                                              | 773                                              | 878                                              | 1140                                             | 1219                                             |
| Jahr                                             | 2000                                             | 2010                                             | 2020                                             | 2030                                             | 2040                                             | 2050                                             | 2060                                             | 2070                                             | 2080                                             | 2090                                             |
| Einwohner                                        | 1290                                             | 1525                                             | 1520                                             |                                                  |                                                  |                                                  |                                                  |                                                  |                                                  |                                                  |

## Kultur und Sehenswürdigkeiten

### Bauwerke

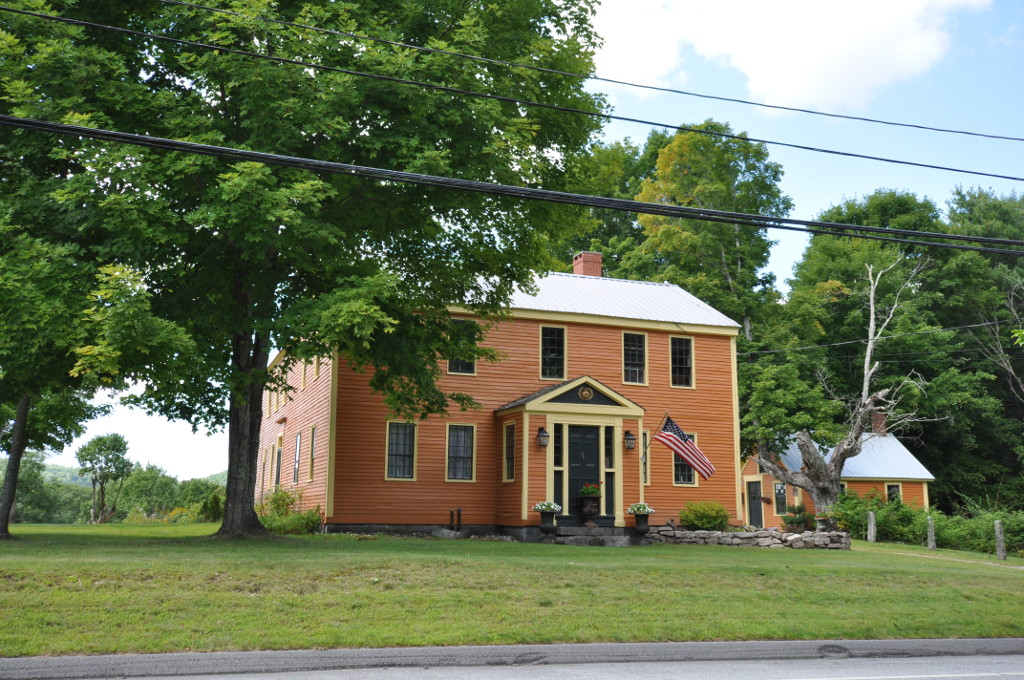
Burnell Tavern

Zwei Gebäude in Baldwin stehen unter Denkmalschutz und wurden ins National Register of Historic Places aufgenommen.
Die Burnell Tavern wurde 1737 erbaut. Sie ist das älteste Gebäude in der ländlichen Gemeinde und ein lokales Wahrzeichen. Heute wird sie als privates Wohnhaus genutzt, das Gebäude kann nicht besichtigt werden. Es wurde 1983 mit der Register-Nummer 83003638 unter Denkmalschutz gestellt und ins National Register of Historic Places aufgenommen.
Das Valley Lodge ist ein historisches Haus an der Saddleback Road im ländlichen Teil von Baldwin. Erbaut wurde es im Jahr 1792 von einem der ersten Siedler in Baldwin. Es ist eines der ältesten erhaltenen Häuser im Cumberland County. Unter Denkmalschutz gestellt wurde die Valley Lodge im Jahr 1977 mit der Register-Nummer 77000138.

## Wirtschaft und Infrastruktur

### Verkehr
Durch Baldwin verläuft in nordsüdlicher Richtung die Maine State Route 113. Sie verbindet Baldwin mit Freyburg im Norden und Standish im Süden. Von ihr zweigt in Richtung Sebago im Nordosten die Maine State Route 107 ab.
Baldwin liegt an der Strecke der Portland and Ogdensburg Railroad.

### Öffentliche Einrichtungen
In Baldwin befindet sich die Brown Memorial Library. Sie wurde im Jahr 1907 gegründet und das Gebäude, in dem sich die Bücherei befindet, wurde im Jahr 1908 im Tudor Revival Stil errichtet.
Das nächstgelegene Krankenhaus für die Bewohner von Baldwin befindet sich in Bridgeton.

### Bildung
Baldwin gehört mit Cornish, Hiram, Parsonsfield und Porter zum Maine School Administrative District 55.
Den Schulkindern stehen im Schulbezirk folgende Schulen zur Verfügung:
- Sacopee Valley Elementary School in Hiram
- Sacopee Valley Middle School in Hiram
- Sacopee Valley High School in Hiram

## Persönlichkeiten

### Söhne und Töchter der Stadt
- Ephraim Flint (1819–1894), Anwalt und Politiker